# 曹公潭

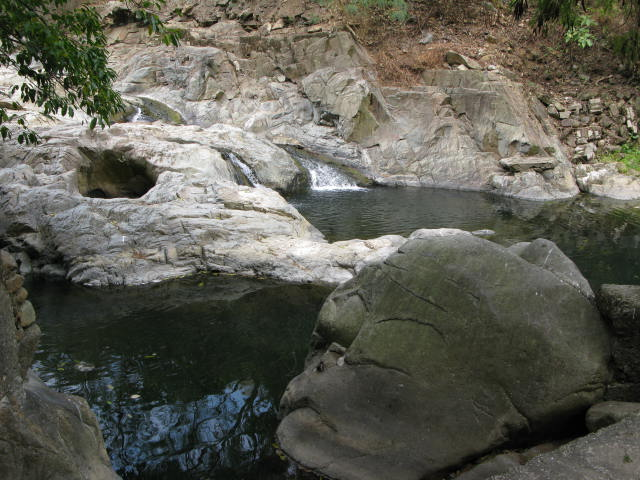
曹公潭

曹公潭（英語：Tso Kung Tam）位於香港新界的荃灣區，上游源頭自大帽山，鄰近光板田村及白田壩村，其山坡則設有曹公潭村。

## 歷史
南宋末年，宋端宗趙昰等人逃難至香港地區，於景炎二年（1277年）九月至十一月曾避居荃灣一帶。當中有一名曹姓的大臣在橫過曹公潭時不慎滑倒溺斃，後人為了紀念他，便將該潭命名為曹公潭。:130

### 歷年意外
1990年9月16日，5名少年到曹公潭近配水庫的瀑布旁嬉水及捉魚，其中2人失足墮潭，被救起後證實不治。
2001年3月17日，4名男童於曹公潭戲水，其中1名13歲男童抽筋遇溺，同伴延誤報警求救。男童被救起時，已全無氣息，送院證實不治。
2021年7月24日，2名女士於曹公潭照潭徑附近的瀑布戲水，其中一人遇溺，最終搶救無效不治。

2022年3月22日，驟雨及大霧天氣下，3名南亞漢在曹公潭中嬉水，其中17歲南亞漢懷疑不懂游泳，遇溺後失去蹤影，最終搶救無效不治。
2022年9月12日，下午4時許，35歲外籍女傭於曹公潭跌進瀑布池下4米深的潭底，其後消防發現女事主，延至下午6時在醫院證實不治。

## 池塘

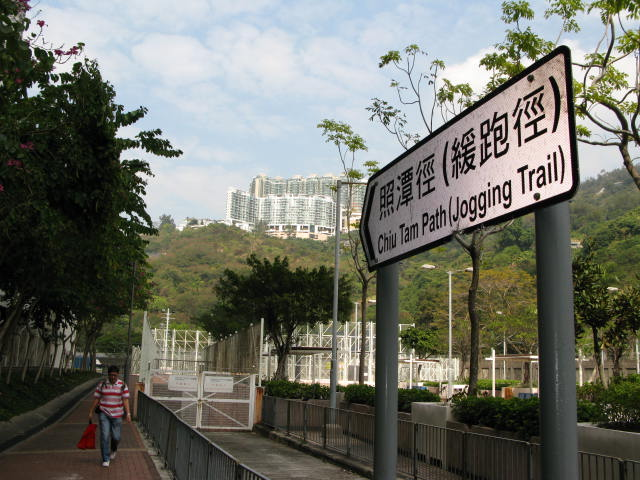
照潭徑

- 沿照潭徑走，曹公潭流下來的水涌，稱為檀香澗，因為1950年代，上流有水力碾磨香粉的企業，沿檀香澗走約15分鐘便可到達。
- 共有三個不同層次的池塘：最高層的稱為曹公潭；中層的稱為珍珠潭；底層的稱為梅花潭。

## 入海口

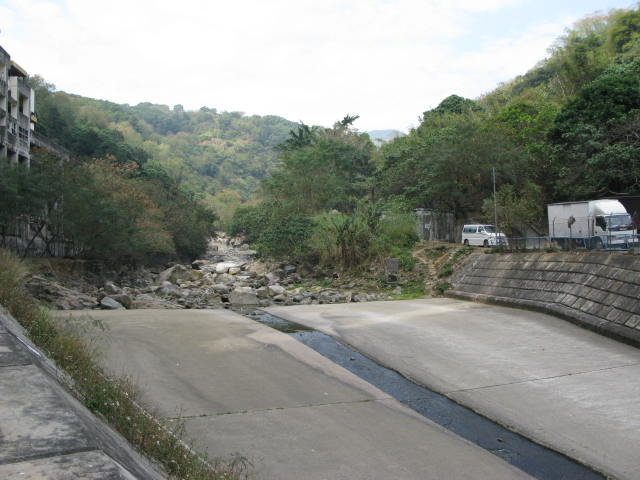
曹公潭及其引水道源自大帽山（明渠），攝於照潭徑，流向荃灣市區

曹公潭溪水向南穿過青山公路下方後流出藍巴勒海峽。因該處附近為工業區，早期染廠污染河水發出陣陣臭味，俗稱大坑渠。香港政府於1990年代將之覆蓋用來擴闊大涌道；其接近青山公路的部份後由地產發展成私人屋苑愉景新城。

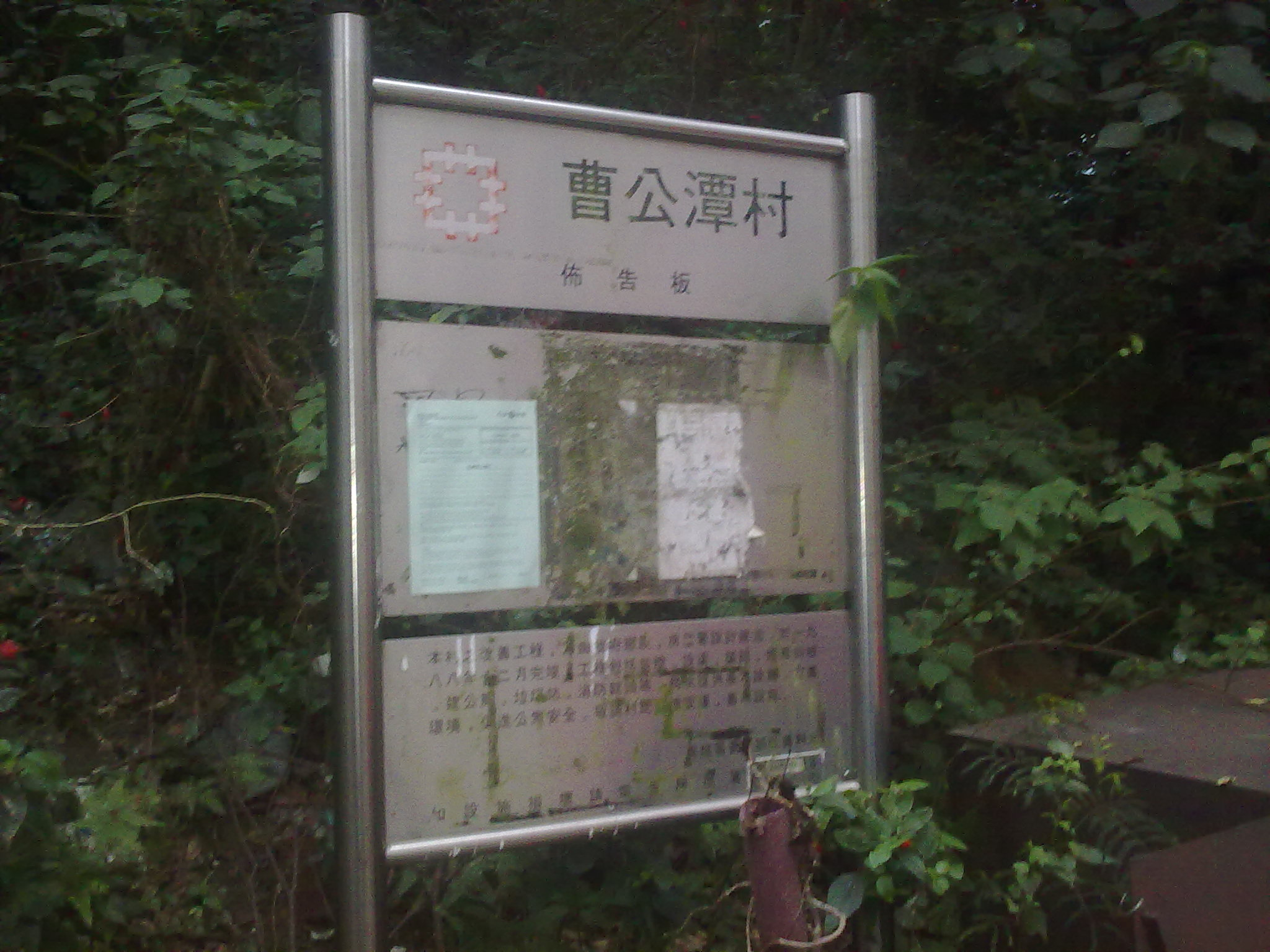
曹公潭村入口，此村已荒廢

## 著名地點
- 曹公潭戶外康樂中心